# John Walter Beardsley Tewksbury
John Walter Beardsley Tewksbury   (Ashley, 21 de març de 1876 - Tunkhannock, 24 d'abril de 1968) fou un atleta estatunidenc que va competir al tombant del segle xx.
Estudià a la Universitat de Pennsylvania. Va guanyar quatre títols de l'Intercollegiate Association of Amateur Athletes of America a 110 i 220 iardes el 1898 i 1899. El 1900 va prendre part en els Jocs Olímpics d'Estiu de París, on disputà cinc proves del programa d'atletisme. Guanyà la medalla d'or en els 400 metres tanques i els 200 metres, la de plata en els 60 metres i 100 metres i la de bronze en els 200 metres tanques.